# Biblioteca Jurídica do Congresso dos EUA

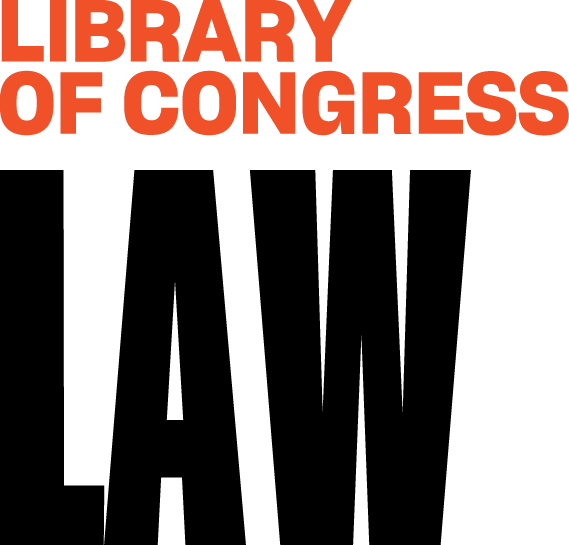
Logotipo da Biblioteca Jurídica do Congresso dos EUA

A Biblioteca Jurídica do Congresso é a biblioteca jurídica do Congresso dos Estados Unidos. A Biblioteca Jurídica do Congresso possui a coleção mais abrangente e confiável de materiais jurídicos nacionais, estrangeiros e internacionais do mundo. Fundada em 1832, suas coleções estão atualmente alojadas no James Madison Memorial Building da Biblioteca do Congresso. A equipe jurídica depende de e utiliza 2,9 milhões de volumes encadernados de fontes jurídicas primárias, 102 milhões de microformas, 99.000 bobinas de microfilme, 3,18 milhões de pedaços de microficha e 15.600 recursos eletrônicos tangíveis (CD-ROMs e outros discos),  tornando-a a maior biblioteca jurídica do mundo. 

## Declaração de missão
Fornecer pesquisa legal confiável, referência e serviços de instrução e acesso a uma coleção incomparável de leis dos Estados Unidos, bem como direito estrangeiro, comparado e internacional. 

## História
A Biblioteca do Congresso foi estabelecida como uma biblioteca de referência interna para o Congresso em 1800, ano em que o governo dos Estados Unidos se mudou da Filadélfia para a nova cidade de Washington, D.C. Os livros jurídicos representavam quase 20% da coleção inicial. Em sua maioria, essas publicações eram em inglês e sobre direito internacional.
A primeira Biblioteca do Congresso foi destruída quando os britânicos incendiaram o edifício do Capitólio em 1814. Foi substituída pela compra da biblioteca de Thomas Jefferson em 1815. Isso trouxe 475 títulos de leis, 318 dos quais foram publicados na Inglaterra. Incluía as leis da Virgínia e decisões judiciais, mas o material de outros estados (que Jefferson classificou como "lei estrangeira") permaneceu limitado. Embora a Biblioteca recebesse cópias de todas as leis federais e decisões da Suprema Corte, obter leis e decisões dos tribunais estaduais permaneceu um problema por décadas.

### Fundação da Biblioteca Jurídica em 1832
As primeiras três décadas do século XIX testemunharam repetidas tentativas malsucedidas de estabelecer uma Biblioteca Jurídica separada para servir ao Congresso e à Suprema Corte. Em 20 de janeiro de 1832, o senador por Nova York William L. Marcy, ex-juiz associado da Suprema Corte de Nova York, apresentou um projeto de lei para "Aumentar e melhorar o Departamento Jurídico da Biblioteca do Congresso". Desta vez, o projeto de lei foi aprovado em ambas as casas do Congresso e foi assinado pelo presidente Andrew Jackson em 14 de julho de 1832. 

### Expansão
O século 20 viu uma grande expansão do escopo de todas as atividades da Biblioteca Jurídica. O serviço de referência ao público beneficiou-se de um acervo maior e, igualmente importante, melhor catalogado. Na primeira década do século 20, a Biblioteca Jurídica iniciou um programa de publicação de obras de referência oficiais sobre as leis dos Estados Unidos e das principais nações estrangeiras. Após o início dos anos 1900, a Biblioteca Jurídica foi dirigida por uma série de Bibliotecários Jurídicos com altas qualificações profissionais e experiência anterior na prática do direito, no serviço de relações exteriores ou em faculdades de direito. Eles supervisionaram o que se tornou um importante programa contínuo de indexação legal, primeiro para as leis dos Estados Unidos e depois para as de nações estrangeiras.
Em 1899, a coleção de leis consistia em 103.000 volumes (incluindo 15.000 duplicatas), dos quais cerca de 10.000 estavam em línguas estrangeiras.  Em 1950, 150.000 dos 750.000 volumes estavam em línguas estrangeiras.  A maior aquisição de material em língua estrangeira ocorreu após a Segunda Guerra Mundial e refletiu o grande aumento do número absoluto de jurisdições no mundo, a mudança de posição dos Estados Unidos nos assuntos mundiais e a política deliberada de tentar coletar material jurídico de todas as jurisdições. 

### Mudança para o edifício Madison
Em 1981, as coleções da biblioteca foram movidas da Independence Avenue para o subsolo do recém-construído James Madison Memorial Building.  A mudança de 1,6 milhão de volumes da biblioteca levou quatro meses, e uma nova sala de leitura foi inaugurada em abril de 1981 no segundo andar do edifício Madison.  As novas pilhas ocuparam 81.000 pés quadrados, totalizando 59,5 milhas lineares de estantes móveis. 
Em 2002, as pilhas do edifício Madison estavam cheias e materiais adicionais foram enviados para a Instalação de Armazenamento de Alta Densidade da Biblioteca do Congresso em Fort Meade, Maryland. 